# Mas Guitó
El Mas Guitó és una obra neoclàssica de Santa Cristina d'Aro (Baix Empordà) inclosa a l'Inventari del Patrimoni Arquitectònic de Catalunya.

## Descripció
Masia formada per dos cossos i un pati tancat, orientada a mgidia i amb el carener perpendicular a la façana. El conjunt consta de dues parts. La més antiga consta d'un gran arc que forma un porxo d'entrada a un pati interior i d'una galeria, al damunt, oberta mitjançant un seguit d'arcs de mig punt sostinguts per pilars. La més nova correspon a la masia pròpiament, que consta de planta baixa i dos pisos i disposa d'una gran sala central des de la qual s'accedeix a la resta de dependències. Les obertures en aquest cos són de pedra i allindades excepte la porta, que presenta un arc rebaixat.